# Championnat de France de baseball Nationale 2 2015
Navigation
2014 2016
Le Championnat de France de baseball Nationale 2 2015 rassemble 20 équipes qui s'affrontent pour accéder à la Nationale 1. Ces équipes représentent les meilleurs clubs issus des compétitions régionales.

## Déroulement
Les équipes sont réparties en 4 poules de 4 équipes au format round robin en programme double, c'est-à-dire 2 confrontations par journée, du 6 au 20 septembre.
Les deux premiers de chaque poule sont qualifiés pour des 1/4 de finale croisés.
Les 4 meilleures équipes sont promues en Nationale 1. 

## Phase de poule
Les 16 clubs seront répartis dans des poules géographiques de la sorte:
| Équipe  | Ville                           |
| ------- | ------------------------------- |
| Phénix  | Perpignan (Pyrénées-Orientales) |
| Pirates | Béziers (Hérault)               |
| Gambas  | Anglet (Pyrénées-Atlantiques)   |

| Équipe   | Ville                                    |
| -------- | ---------------------------------------- |
| CABS     | Les Andelys (Eure)                       |
| Hawks    | La Guerche-de-Bretagne (Ille-et-Vilaine) |
| Mariners | Nantes (Loire-Atlantique)                |

| Équipe    | Ville                    |
| --------- | ------------------------ |
| Pharaons  | Évry (Essonne)           |
| Gothics   | Gif-sur-Yvette (Essonne) |
| Wallabies | Louviers (Eure)          |
| Huskies 3 | Rouen (Seine-Maritime)   |

| Équipe      | Ville                   |
| ----------- | ----------------------- |
| Devils      | Bron (Rhône)            |
| Outlaws     | Strasbourg (Bas-Rhin)   |
| Templiers 3 | Sénart (Seine-et-Marne) |

## Phase finale

### Quarts de finale
Les équipes alternent entre chaque match la situation de recevant ou visiteur. Le premier à deux victoires est qualifié en demi-finale.
| Date           | Recevant   | Visiteur       | Match 1 | Match 2 | Match 3 | Notes |
| -------------- | ---------- | -------------- | ------- | ------- | ------- | ----- |
| 3 et 4 octobre | Béziers    | Gif-sur-Yvette | 13 - 3  | 15 - 5  | X       |       |
| 3 et 4 octobre | Évry       | Anglet         | 12 - 10 | 17 - 6  | X       |       |
| 3 et 4 octobre | La Guerche | Sénart 3       | 12 - 2  | 12 - 2  | X       |       |
| 3 et 4 octobre | Strasbourg | Nantes         | 3 - 1   | 16 - 6  | X       |       |

### Demi finales
Les équipes alternent entre chaque match la situation de recevant ou visiteur. Le premier à deux victoires est qualifié en finale.
| Date             | Recevant   | Visiteur   | Match 1 | Match 2 | Match 3 | Notes |
| ---------------- | ---------- | ---------- | ------- | ------- | ------- | ----- |
| 10 et 11 octobre | La Guerche | Béziers    | 4 - 6   | 5 - 8   | X       |       |
| 10 et 11 octobre | Évry       | Strasbourg | 6 - 5   | 19 - 6  | X       |       |

### Finale
La finale se joue au meilleur des 3 rencontres les 24 et 25 octobre.
| Match | Date       | Recevant | Visiteur | Score |
| ----- | ---------- | -------- | -------- | ----- |
| 1     | 24 octobre | Béziers  | Évry     |       |
| 2     | 25 octobre | Évry     | Béziers  |       |
| 3     | 25 octobre | Béziers  | Évry     |       |